# Lepidopilum convallium
Lepidopilum convallium är en bladmossart som beskrevs av Mitten 1869. Lepidopilum convallium ingår i släktet Lepidopilum och familjen Daltoniaceae. Inga underarter finns listade i Catalogue of Life.